# روم یک روزه پدید نیامده‌است
روم یک روزه پدید نیامده‌است (به لاتین: Roma uno die non est condita) یک ضرب‌المثل لاتین است که مرادش اینست انجام کاری بزرگ نیازمند صرف کردن زمانی دراز است و به‌آسانی نمی‌تواند به انجام برسد.
این سخن ابتدا در کتاب Li Proverbe au Vilain ویرایش سال ۱۱۹۰ با مضمون مقابل دیده‌می‌شود: «Rome ne fu[t] pas faite toute en un jour» که در فرانسوی امروزی به‌صورت «Rome ne s'est pas faite en un jour» درآمده‌است.
نسخه لاتین این سخن را الیزابت یکم، ملکه بریتانیا، ضمن یک سخنرانی در دانشگاه کمبریج به‌سال ۱۵۶۳ چنین بیان داشته‌است: «با این‌حال این مَثَل عامیانه تا حدودی مرا روحیه می‌دهد، [مَثَلی] که غصهٔ مرا نه محو بلکه تسلی می‌دهد، [و] آن مَثَل اینست: «روم در یک روز ساخته نشده‌است»